# Liu, Estland
Liu är en by (estniska: küla) i Estland.   Den ligger vid udden Kirikunukk i södra änden av Audru kommun i landskapet Pärnumaa, i den sydvästra delen av landet, 130 km söder om huvudstaden Tallinn. Antalet invånare är 118.

## Geografi
Terrängen runt Liu är platt. Havet är nära Liu åt sydost.  Närmaste större samhälle är Pärnu, 17,4 km nordost om Liu.

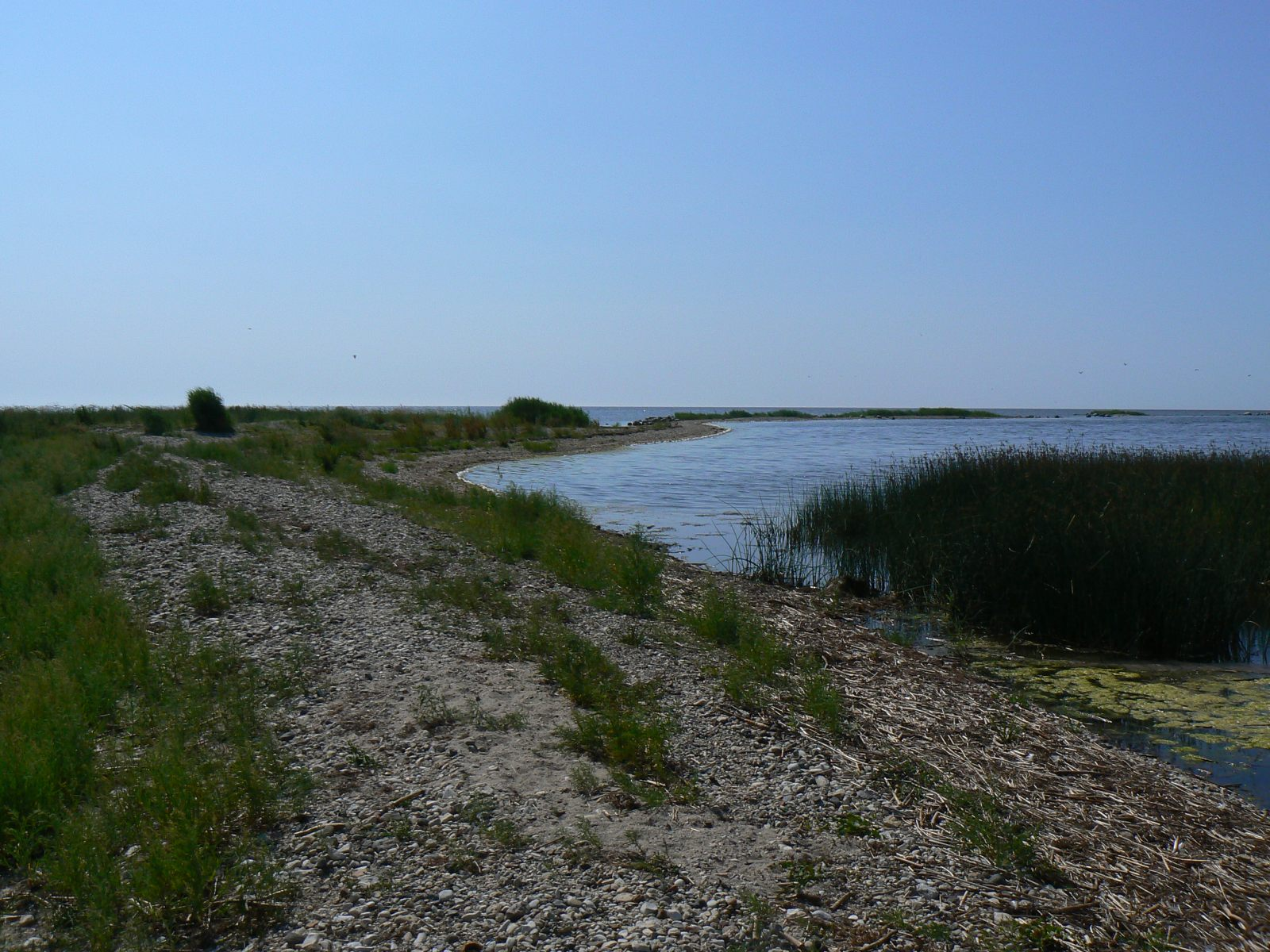
Liu udde (Liu säär).